# Comparação entre futebol de salão e futsal
Apesar da grande semelhança, Futebol de Salão e Futsal não são o mesmo esporte. As diferenças entre os esportes limitam-se a algumas poucas regras, mas que acabam influenciando sensivelmente a dinâmica de jogo de ambas modalidades. Além disso, a questão política os diferencia, já que o Futsal é de responsabilidade da FIFA, enquanto o Futebol de Salão foi regido até a década de 90 pela FIFUSA, e desde 2002 é regido pela Associação Mundial de Futsal (AMF), com sede no Paraguai. O fato de pertencerem a entidades diferentes, por certo deverá, com o passar do tempo, demarcar modalidades diferenciadas.
Embora mantenham em comum sua essência, a criação de algumas regras pela FIFA em 1989, que objetivou deixar o Futsal mais atrativo ao público, criou peculiaridades em cada uma das modalidades: o Futsal, com uma bola mais leve e com a valorização do uso dos pés adquiriu maior semelhança com o Futebol de Campo e ganhou outra dinâmica com novas regras, como permitir que o guarda-redes atue como um jogador de linha quando ele está fora da sua área; já o Futebol de Salão, buscando sempre preservar as regras originais, manteve mais as características de um desporto indoor, com um jogo mais no chão, reduzindo o jogo aéreo, devido ao peso da bola, com laterais e escanteios cobrados com as mãos. Dessa forma, a dinâmica do jogo em uma e outra modalidade tornou-se sensivelmente diferenciada.
No modo dos agrupamentos políticos em torno do esporte, até o final da década de 90 o futebol de salão era administrado por uma entidade chamada Federação Internacional de Futebol de Salão, ou simplesmente FIFUSA, com sede no Brasil; quando foi proposto um acordo oficialmente em 2000, pelo qual a FIFUSA se tornaria um departamento da FIFA e esta passaria a comandar o futebol de salão. No entanto, por motivos diversos, a parceria não vingou, e cada entidade seguiu seu caminho. A FIFA, contudo, manteve seu projeto criando uma comissão própria da modalidade, mudando o nome do esporte para futsal, e atraindo para sua tutela federações nacionais, com a promessa de padronizar as regras e difundir o esporte pelo mundo. A FIFUSA congregou as entidades continentais relacionadas ao futebol de salão e apoiou a criação de novas.
No Brasil, a CBF, por ser filiada a FIFA, reconhece a CBFS como a gestora do Futsal no país. As entidades que não concordam com este reconhecimento; vincularam-se à CNFS e se filiaram a AMF, praticando, portanto, o Futebol de Salão.

## O Esporte
| Futebol de Salão FIFUSA/AMF | Futsal FIFA |
| --- | --- |
| O Futebol de Salão surgiu na década de 30 sob a direção da FIFUSA, praticado atualmente em muitos países. No Brasil, todas as associações filiadas à Confederação Nacional de Futebol de Salão praticam-no. O último campeonato realizado em 2013, nos Jogos Mundiais na Colômbia, teve a própria Colômbia, atual campeã mundial de 2011 com a medalha de ouro, a Venezuela com a medalha de prata e o Brasil com a medalha de bronze . Em linhas gerais, suas regras são as mesmas que surgiram na década de 50, e que foram adotadas pela FIFUSA, na década de 70. No ano de 2002, a modalidade passou a ser regida pela AMF. | O Futsal, surgiu no início da década de 90. É resultado de uma fusão entre o futebol de salão, praticado pela FIFUSA e o futebol de cinco, implantado pela FIFA. No Brasil, todas as associações filiadas à Confederação Brasileira de Futsal praticam-no. O último campeonato realizado em 2012, o Mundial de Futsal disputado na Tailândia, organizado pela FIFA teve a equipe do Brasil como campeã, Espanha como vice-campeã e Itália em terceiro lugar. Por extensão, é a modalidade que se pratica nos clubes e escolas brasileiras. Em linhas gerais, suas regras atuais são o resultado de várias modificações ocorridas do início da década de 90 para cá, a fim de tornar o jogo mais dinâmico. |

## Quadra
| Futebol de Salão FIFUSA/AMF | Futsal FIFA |
| --- | --- |
| A quadra deve medir entre 28x16m (mínimo) e 40x20m (máximo). Em caso de jogos internacionais, deve medir entre 36x18m (mínimo) e 40x20m (máximo). | A quadra deve medir entre 25x15m (mínimo) e 42x22m (máximo). Para jogos oficiais o mínimo de comprimento é 30 metros e o mínimo de largura é 17 metros. Já para partidas oficiais internacionais o mínimo é de 18 metros de largura e de 38 metros de comprimento. |

## Substituições
| Futebol de Salão FIFUSA/AMF | Futsal FIFA |
| --- | --- |
| - No decorrer da partida cada equipe poderá efetuar substituições ilimitadas. - As substituições só ocorrem estando o jogo interrompido, com aviso prévio ao anotador, sem qualquer outra hipótese. | - No decorrer da partida cada equipe poderá efetuar substituições ilimitadas. - As substituições podem ocorrer a qualquer momento, mesmo com a bola rolando. |

## Cartões
| Futebol de Salão FIFUSA/AMF | Futsal FIFA |
| --- | --- |
| - Amarelo: Advertência - Azul: Desclassificação - (desclassificação do atleta e recomposição imediata da equipe). - Vermelho: Expulsão - (expulsão do atleta e recomposição imediata da equipe; devendo o atleta expulso cumprir no mínimo uma partida de suspensão). | - Amarelo: Advertência - Vermelho: Expulsão - (a equipe só poderá ser recomposta após dois minutos, ou a qualquer momento desde que aconteça um gol na partida) |

## Tiro de Canto e Lateral
| Futebol de Salão FIFUSA/AMF                                           | Futsal FIFA                                                          |
| --------------------------------------------------------------------- | -------------------------------------------------------------------- |
| Todas as cobranças de lateral e escanteio são realizadas com as mãos. | Todas as cobranças de lateral e escanteio são realizadas com os pés. |

## Tiro de Meta
| Futebol de Salão FIFUSA/AMF                                                                                | Futsal FIFA                                                                                    |
| --- | ---------------------------------------------------------------------------------------------- |
| O tiro de meta é cobrado com a mão, e o goleiro tem que fazer a bola tocar ao solo no seu campo defensivo. | O tiro de meta é cobrado com a mão, e o goleiro pode repor a bola em qualquer parte da quadra. |

## Goleiro
| Futebol de Salão FIFUSA/AMF | Futsal FIFA |
| --- | --- |
| - O goleiro pode atuar na linha (mas não pode em hipótese alguma tocar na bola no campo de defesa adversário; caso o goleiro toque na bola no campo de ataque será marcada falta, tiro livre direto e o mesmo será advertido com cartão amarelo); - Pode trocar de posição com outro jogador (este caso não é considerado como uma substituição), devendo a partida estar paralisada e o árbitro notificado. - O goleiro não pode cobrar pênalti e nem bater faltas após o meio da quadra na regra FIFUSA/AMF. | - O goleiro pode atuar na linha (mas não pode sair de sua área com a bola. Para atuar fora de sua área, algum jogador de linha tem que tocar a bola pra ele, e ele a receber fora da área). - Pode trocar de posição com outro jogador sem a necessidade da partida ser paralisada e sem a necessidade do árbitro ser notificado. - O goleiro pode cobrar pênalti e bater faltas de qualquer parte da quadra na regra FIFA. |

## Gol
| Futebol de Salão FIFUSA/AMF                                                              | Futsal FIFA                                                                              |
| ---------------------------------------------------------------------------------------- | ---------------------------------------------------------------------------------------- |
| Os gols podem ser marcados em qualquer parte da quadra, inclusive dentro da grande área. | Os gols podem ser marcados em qualquer parte da quadra, inclusive dentro da grande área. |

## O Pênalti
| Futebol de Salão FIFUSA/AMF | Futsal FIFA |
| --- | --- |
| - A área de meta é demarcada por um semi círculo com raio de base a seis metros do centro da linha do gol . O Tiro penal ou o pênalti é cobrado de uma distância de seis metros do gol. O tiro de castigo ou Doble penal é cobrado de um ponto a uma distância de nove metros do gol. - O goleiro deverá permanecer sobre a sua própria linha de meta entre os postes, de frente para o executor e só poderá se movimentar quando o executor tocar na bola. | - A área de meta é demarcada por um semi círculo com raio de base a seis metros do centro da linha do gol . O Tiro penal ou o pênalti é cobrado de uma distância de seis metros do gol. O tiro de castigo é cobrado de um ponto a uma distância de nove metros do gol. - É permitido ao goleiro movimentar-se, desde que esteja com os dois pés na linha de gol. |

## Outras Regras
| Futebol de Salão FIFUSA/AMF                                                                                        | Futsal FIFA                                                            |
| --- | ---------------------------------------------------------------------- |
| - Utilização de árbitros assistentes, popularmente conhecidos como bandeirinhas. - Área é menor que no Futsal FIFA | - Não utiliza árbitros assistentes - A FIFA aumentou o tamanho da área |

## Campeonatos Mundiais
Os torneios mais importantes de cada variante são:
| Futebol de Salão FIFUSA/AMF            | Futsal FIFA             |
| -------------------------------------- | ----------------------- |
| Campeonato Mundial de Futebol de Salão | Copa do Mundo de Futsal |